# Mardyan (huyện)
Mardyan là một huyện thuộc tỉnh Jowzjan, Afghanistan. Dân số thời điểm năm 1999 là 38,414 người.